# 程玉

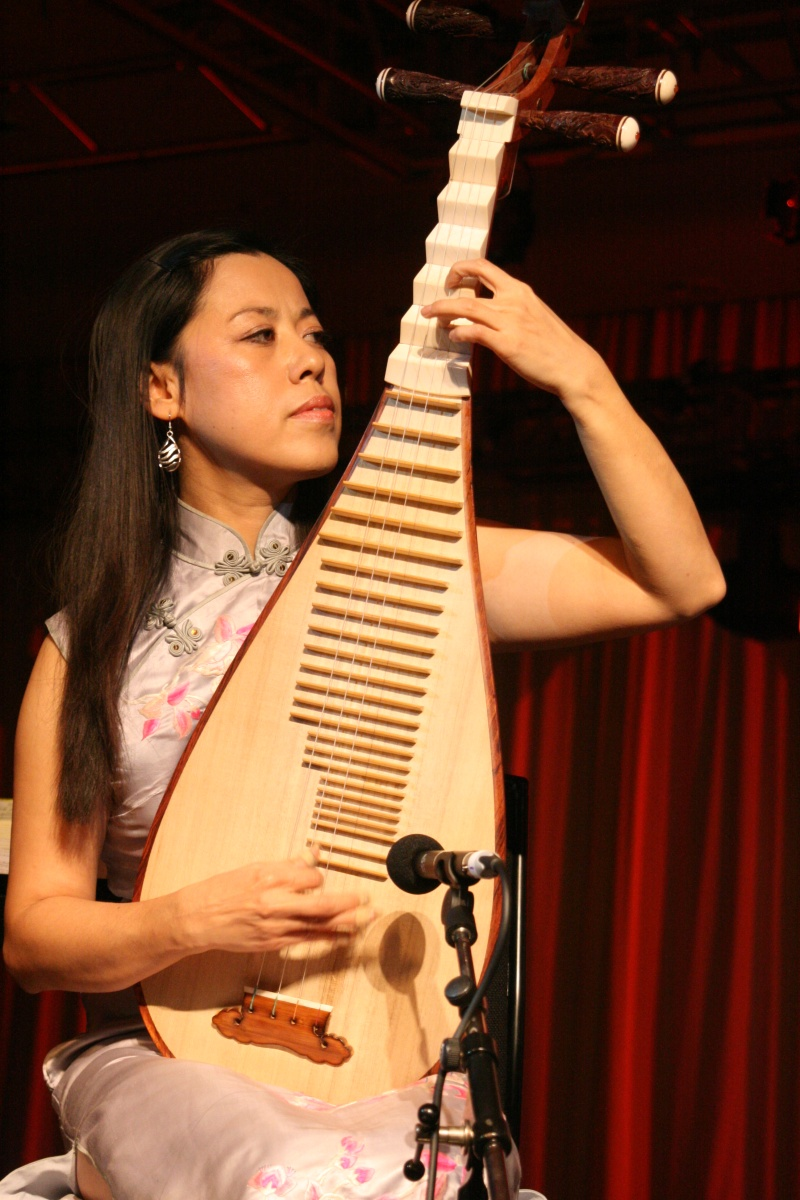
程玉正在演奏琵琶

程玉（Cheng Yu），英國華人，女性音樂家，擅長琵琶和古琴，並且研究中國音樂。現任倫敦幽蘭琴社社長。

## 生平
程玉出生於中國北京，7歲開始學習琵琶，10歲時舉辦了第一場個人音樂會。1987年於西安音樂學院畢業，獲得音樂學士學位。1990年移居倫敦，2004年在倫敦大學亞非學院獲得博士學位，之后留校。2005年2月16日晚，她在伦敦大学亚非学院举办了五弦琵琶首演音乐会，其中使用的琵琶为结合唐代及现代中、日、韩四弦、五弦琵琶的特征制作而成。